# Perleidiformes
I perleidiformi (Perleidiformes) sono un ordine estinto di  attinopterigi.
Attualmente sono considerati un raggruppamento parafiletico di pesci ossei estinti appartenenti ai neotterigi, vissuti tra il Triassico e il Giurassico inferiore. Questi pesci sono noti per una distribuzione quasi cosmopolita, con ritrovamenti sia in ambienti marini che continentali, in Africa, Nord e Sud America, Europa (inclusa la Groenlandia), Cina e Australia.

## Descrizione
Insieme ai peltopleuriformi, in passato venivano collocati all’interno del gruppo informale dei "subolostei", un grado evolutivo riconosciuto soprattutto per la presenza di alcune caratteristiche morfologiche primitive. Tra queste si annoverano una pinna caudale semi-eterocerca con raggi epassiali, scaglie laterali più alte che lunghe, un preopercolo verticale o quasi verticale solitamente ancora in contatto con la mascella superiore, e un rapporto equilibrato tra radiali e lepidotrichi.
I perleidiformi si distinguono dai peltopleuriformi per un preopercolo più grande e a forma di cuneo, per la presenza di un canale sensoriale sopraorbitale che entra nei postparietali, per scaglie spesse e subrettangolari o romboidali più alte che lunghe solo nella regione anteriore del tronco, e per una dentatura specializzata con denti marginali appuntiti e a forma di piolo accompagnati da denti interni più robusti adatti alla triturazione.
La diversità morfologica del gruppo è notevole: si conoscono forme sia allungate che con corpo profondo, segno di una radiazione adattativa significativa all’interno degli ambienti acquatici del Mesozoico.

## Classificazione
Recentemente, Xu (2020) ha studiato le relazioni filogenetiche di diversi taxa di neotterigi e ha proposto di utilizzare i cladi Platysiagiformes (Platysiagidae), Polzbergiiformes (Polzbergiidae e Cleithrolepididae) e Louwoichthyiformes (Pseudobeaconiidae e Louwoichthyidae).
Di seguito viene mostrata la classificazione di stampo classico, che non tiene conto delle ultime revisioni:

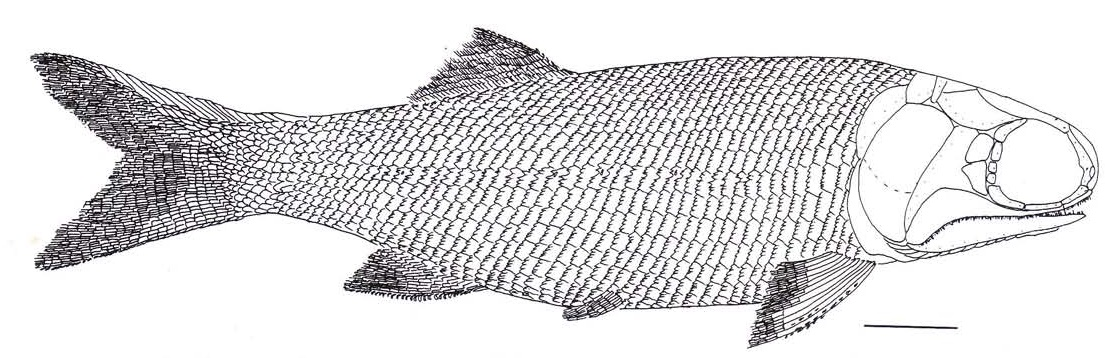
Caelatichthys nitens

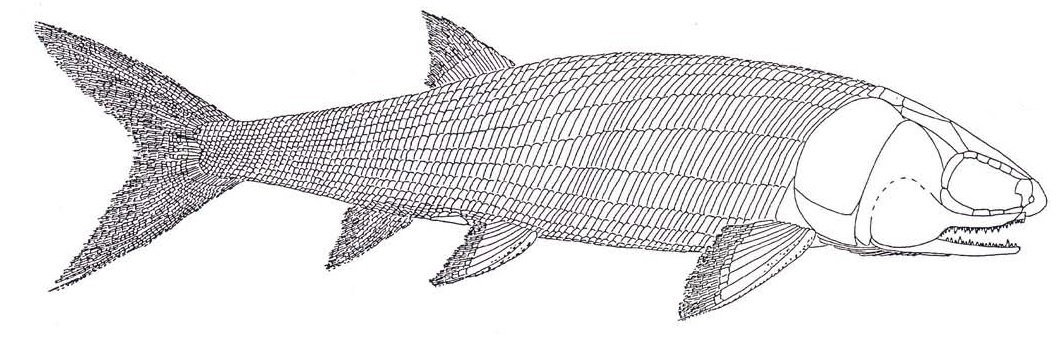
Gabanellia agilis

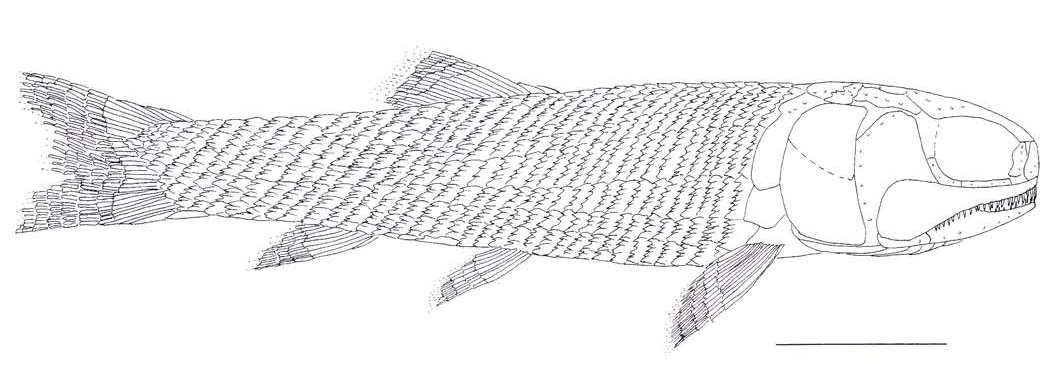
Daninia spinosa

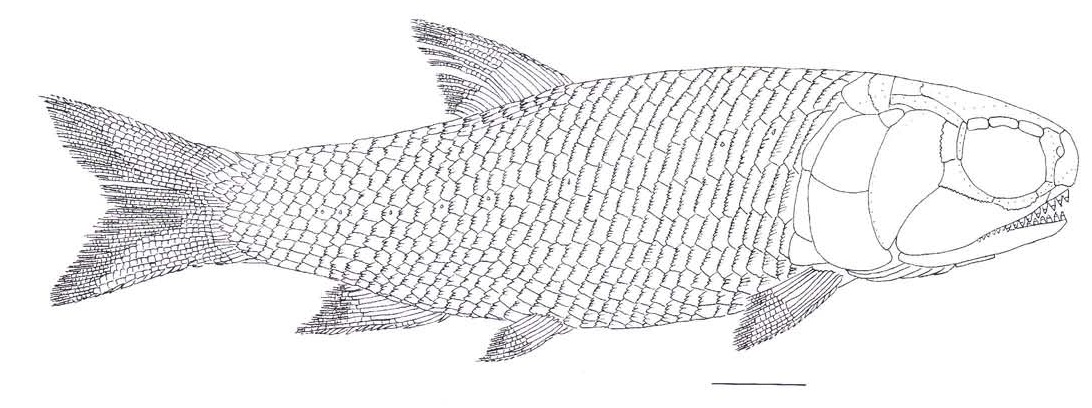
Perleidus altolepis

- Famiglia †Cleithrolepididae Wade 1935 corrig. [Cleithrolepidae Wade 1935; Hydropessidae Hutchinson 1973]
  - Genere †Hydropessum Broom 1909
  - Genere †Cleithrolepidina Berg 1955
  - Genere †Cleithrolepis Egerton 1864
  - Genere †Dipteronotus Egerton 1864
- Sottordine †Cephaloxenoidei Lehman 1966 
  - Famiglia †Cephaloxenidae Brough 1939
    - Genere †Cephaloxenus Brough 1939
- Sottordine †Perleidoidei
  - Genere †Tripelta Woodward 1890
  - Famiglia †Platysiagidae Brough 1939 sensu Neuman & Mutter 2005
    - Genere †Caelatichthys Lombardo 2002
    - Genere †Helmolepis Stensiö 1932
    - Genere †Platysiagum Egerton 1872

  - Famiglia †Polzbergiidae Griffin 1977
    - Genere †Luopingichthys Sun et al. 2009
    - Genere †Serrolepis Quenstedt 1852 ex Dames 1888
    - Genere †Ctenognathichthys Burgin 1992
    - Genere †Stoppania Lombardo, Rusconi & Tintori 2008
    - Genere †Polzbergia Griffith 1977
    - Genere †Felberia Lombardo & Tintori 2004

  - Famiglia †Gabanellidae Tintori & Lombardo 1996
    - Genere †Gabanellia Tintori & Lombardo 1996

  - Famiglia †Aetheodontidae Brough 1939
    - Genere †Aetheodontus Brough 1939

  - Famiglia †Colobodontidae Andersson 1916 [Asterodontidae Jordan 1923]
    - Genere †Albertonia Gardiner 1966
    - Genere †Boreichthys Selezneva 1982
    - Genere †Cenchrodus von Meyer 1847
    - Genere †Chrotichthys Wade 1940
    - Genere †Crenilepis Dames 1888 [Crenilepoides Strand 1929]
    - Genere †Dollopterus Abel 1906 [Dolichopterus Compter 1891 non Hall 1859 non Murray 1870]
    - Genere †Engycolobodus Oertle 1927
    - Genere †Hemilopas von Meyer 1847
    - Genere †Manlietta Wade 1935
    - Genere †Meidiichthys Borough 1931
    - Genere †Meridensia Stensiö 1916
    - Genere †Nephrotus Meyer 1849 [Omphalodus Meyer 1847; Eupleurodus Gürich, 1884]
    - Genere †Pristisomus Woodward 1890
    - Genere †Procheirichthys Wade 1935
    - Genere †Zeuchthiscus Wade 1940
    - Genere †Colobodus Agassiz 1844 [Asterodon Münster, 1841]

  - Famiglia †Pseudobeaconiidae López-Arbarello & Zavattieri 2008
    - Genere †Caminchaia Rusconi 1946a
    - Genere †Echentaia Rusconi 1946
    - Genere †Pasambaya Rusconi 1946a
    - Genere †Anatoia Rusconi 1946a
    - Genere †Pseudobeaconia Bordas 1944

  - Famiglia †Perleididae Brough 1931 [Fuyuanperleididae Sun et al. 2012]
    - Genere †Plesiofuro Su 1983
    - Genere †Plesioperleidus Su & Li 1983 sensu Tong et al. 2006 [Zhangina Liu 2002]
    - Genere †Altisolepis Mutter & Herzog 2004
    - Genere †Alvinia Sytchevskaya 1999 non Monterosato 1884
    - Genere †Daninia Lombardo 2001
    - Genere †Diandongperleidus Geng et al. 2012
    - Genere †Endennia Lombardo & Brambillasca 2005
    - Genere †Fuyuanperleidus Geng et al. 2012
    - Genere †Luopingperleidus Geng et al. 2012
    - Genere †Megaperleidus Sytchevskaya 1999
    - Genere †Mendocinichthys Whitley 1953 [Mendocinia Bordas 1944 non Jensen-Haarup 1920]
    - Genere †Paraperleidus Zhao & Liu 2007
    - Genere †Peltoperleidus Bürgin et al. 1991
    - Genere †Dipteronotus Egerton 1854
    - Genere †Perleidus De Alessandri 1910 sensu Lombardo et al. 2011